# ビラル・ハッサニ
ビラル・ハッサニ（Bilal Hassani、アラビア語: بلال حسني、1999年9月9日 - ）は、フランス生まれの歌手、YouTuber。ユーロビジョン・ソング・コンテストの2019年大会にフランス代表として出場することが決まった
。

## 略歴
1999年、モロッコのカサブランカ出身の両親のもとに生まれる。母親はフランスに帰化し、父親はシンガポールに住んでいる。1995年に生まれた兄がいる。
2015年、フランス版『ザ・ヴォイス・キッズ』に参加。コンチータ・ヴルストの「Rise Like a Phoenix」を歌った。
2018年12月、2019年に行われるユーロビジョン・ソング・コンテストのフランス代表を決める国内予選に参加。2018年大会に出場した音楽デュオ、マダム・ムッシュらが書き下ろした楽曲「Roi」を歌い、優勝。2019年大会への出場が決定した。

## 人物
2017年6月23日、パリプライドに行く前日に、ソーシャル・ネットワーキング・サービス上で同性愛者であることを公表した。
2018年、雑誌「Têtu」誌による「フランスを動かす30（人）のLGBT+たち（フランス語：Les 30 LGBT+ qui bougent la France）」に選出。「若いLGBT+たちのアイコン」と評された。

## ディスコグラフィ

### シングル
| "Wanna Be"                                     | 2016 | —  | シングルのみ |
| "Follow Me"                                    | 2017 | —  | シングルのみ |
| "House Down"                                   | 2017 | —  | シングルのみ |
| "Shadows"                                      | 2018 | —  | シングルのみ |
| "Heaven With You" (with Anton Wick)            | 2018 | —  | シングルのみ |
| "Hot City" (with Leon Markcus )                | 2018 | —  | シングルのみ |
| "Mash Up" (Copines x Tout oublier)             | 2018 | —  | シングルのみ |
| "Roi"                                          | 2019 | 23 | シングルのみ |
| "—" 印はチャートインした実績がないことを示す。 |      |    |              |